# Tir aux Jeux olympiques d'été de 1948
Navigation
Berlin 1936 Helsinki 1952
Quatre épreuves de tir sportif sont disputées à l'occasion des Jeux olympiques d'été de 1948. Les États-Unis et la Suisse se partagent la première place du classement des médailles.

## Tableau des médailles
| Rang | Nation     | Or | Argent | Bronze | Total |
| ---- | ---------- | -- | ------ | ------ | ----- |
| 1    | États-Unis | 1  | 1      | 0      | 2     |
| 1    | Suisse     | 1  | 1      | 0      | 2     |
| 3    | Hongrie    | 1  | 0      | 0      | 1     |
| 3    | Pérou      | 1  | 0      | 0      | 1     |
| 5    | Argentine  | 0  | 1      | 0      | 1     |
| 5    | Finlande   | 0  | 1      | 0      | 1     |
| 7    | Suède      | 0  | 0      | 3      | 3     |
| 8    | Norvège    | 0  | 0      | 1      | 1     |

## Résultats
Toutes les épreuves sont mixtes.
| Épreuves                       | Or                     | Argent                                      | Bronze                   |
| 300 m carabine trois positions | Emil Gruenig 1120 pts. | Pauli Janhonen 1114 pts.                    | Willy Røgeberg 1112 pts. |
| 50 m carabine couché           | Arthur Cook 599 pts.   | Walter Tomsen 599 pts.                      | Jonas Jonsson 597 pts.   |
| Pistolet à 50 m                | Edwin Vásquez 545 pts. | Rudolf Schnyder 539 pts.                    | Torsten Ullman 539 pts.  |
| Pistolet feu rapide à 25 m     | Károly Takács 580 pts. | Carlos Enrique Díaz Sáenz Valiente 571 pts. | Sven Lundquist 569 pts.  |